# المقبرة العسكرية بالرملة
المقبرة العسكرية بالرملة أو مقابر الكومنولث في الرملة هي أكبر مقبرة لقوات الكومنولث في إسرائيل، وتتألف من نصب تذكاري للمفقودين ومقبرة مخصصة بالكامل للأفراد الذي قتلوا في كل من الحربين العالميتين الأولى والثانية وأثناء فترة الانتداب البريطاني في فلسطين. تقع المقبرة في مدينة الرملة في إسرائيل، وقد خصّصت بلدية الرملة أراضي المقبرة للمملكة المتحدة إلى الأبد.

## الموقع
تقع المقبرة العسكرية بالرملة في سهل يطل على تلال الخليل على الطريق العام المتجه لمدينة القدس، وتحتل موقع قريب جدا من موقع معركة قمة جبل المغار التي وقعت في الفترة ما بين 13 و14 تشرين ثان (نوفمبر) من عام 1917.

## لمحة تاريخية

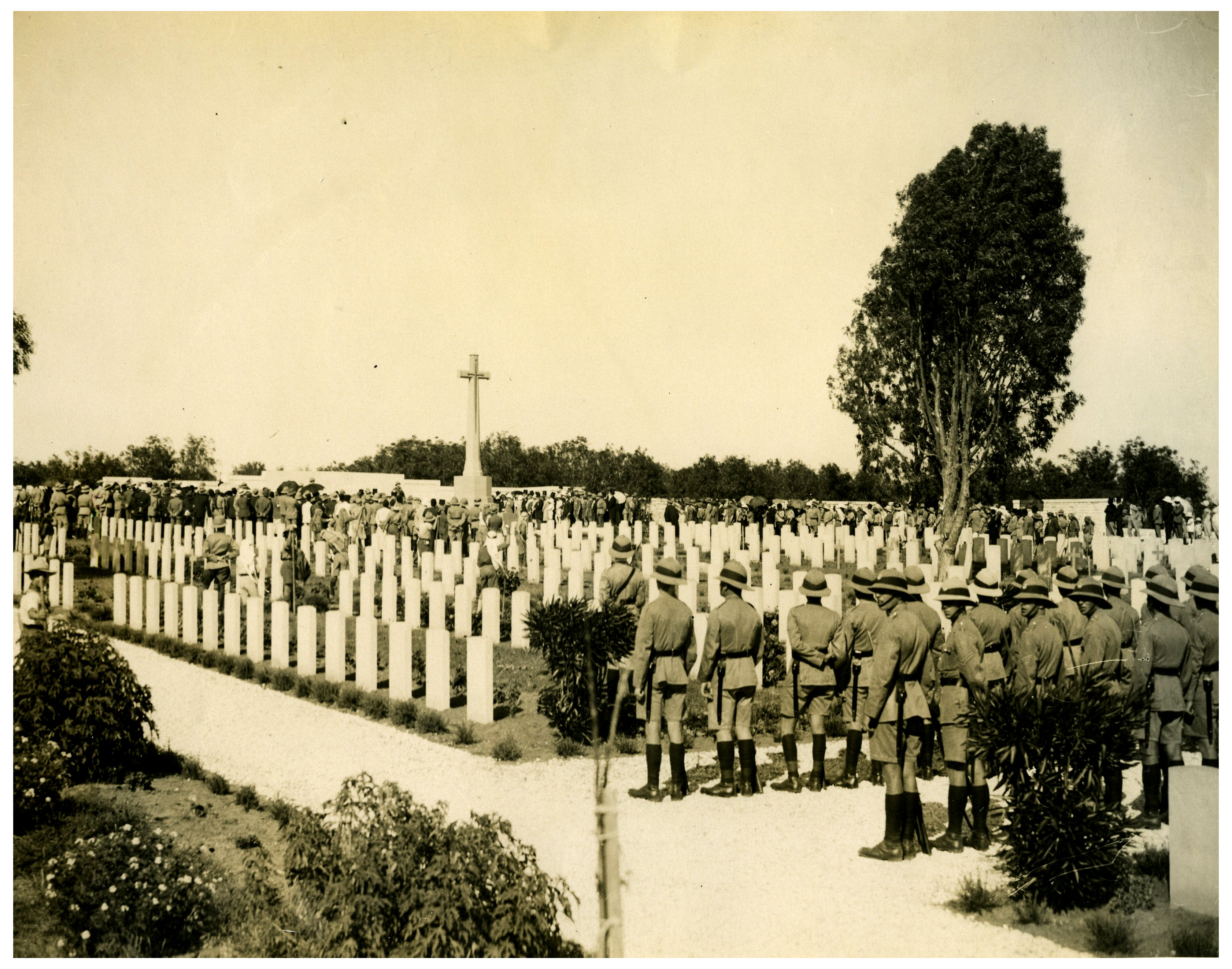
إزاحة الستار عن المقبرة العسكرية بالرملة في 6 مايو 1927

أقيمت المقبرة العسكرية بالرملة في عام 1917، وأزيح عنها الستار رسميًّا في 6 أيار (مايو) من عام 1927. استُخدمت المقبرة طوال فترة الانتداب البريطاني في فلسطين لدفن جنود الكومنولث الذين راحوا ضحية المعارك التي شاركت فيها قوات الكومنولث بما في ذلك الحرب العالمية الثانية، وظلت المقبرة مُستخدمة بدءًا من عام 1917 وحتى مطلع أيار (مايو) من عام 1948، وبعد إعلان قيام دولة إسرائيل، دفن البريطانيون ضحاياهم من القوات القليلة التي بقيت حتى نهاية شهر حزيران (يونيو) 1948 عندما تم إخلاء المنطقة في المقبرة العسكرية المقامة على شاطئ الخياط في مدينة حيفا.

## أبرز مدافن المقبرة
تضم المقبرة العسكرية بالرملة عددًا من المدافن البارزة التي يعود تاريخ بعضها إلى فترة الحرب العالمية الأولى مثل قبر السياسي والجندي البريطاني نيل بريمروز، ومن بين الأشخاص الذين دفنوا في المقبرة أيضًا الرقيبان البريطانيان ميرفين بايس وكليفورد مارتن اللذان أعدمتهما جماعة الإرغون اليهودية الإرهابية في عام 1947 رداً على أحكام الإعدام التي نفذتها سلطات الانتداب البريطاني على ثلاثة من أعضاء التنظيم المسلح فيما عُرف باسم قضية الرقباء.
في عام 2010 أدرج قبر لجندي بريطاني يُدعى هاري بوتر على موقع السياحة في الرملة بعد أن اكتسب شهرة عالمية واسعة كمزار سياحي بسبب الشهرة العالمية الكبيرة لشخصية الساحر الخيالي الذي يحمل نفس الاسم.